# Zagreb Indoors 2008
Lo Zagreb Indoors 2008, noto anche come PBZ Zagreb Indoors per motivi di sponsorizzazione, è stato un torneo di tennis giocato sul cemento indoor. 
È stata la 5ª edizione del Zagreb Indoors, 
che fa parte della categoria International Series nell'ambito dell'ATP Tour 2008.
Si è giocato al Dom Sportova di Zagabria in Croazia, dal 23 febbraio al 1º marzo 2008.

## Campioni

### Singolare
Serhij Stachovs'kyj ha battuto in finale  Ivan Ljubičić con il punteggio di 7–5, 6–4

### Doppio
Paul Hanley /  Jordan Kerr hanno battuto in finale  Christopher Kas /  Rogier Wassen con il punteggio di 6–3, 3–6, 10–8